# Hontkiskér
Hontkiskér (szlovákul: Malý Kiar) Léva városrésze, korábban önálló falu Szlovákiában, a Nyitrai kerület Lévai járásában.

## Fekvése
Lévától 7 km-re délkeletre, a Sikenica-patak völgyében fekszik.

## Története
1290-ben „Ker" alakban említi először okirat. Neve alapján a honfoglaló magyar Kér törzs szállásterülete lehetett. Eredetileg az esztergomi káptalan a birtokosa. A 15. században Lévai Cseh Péter birtoka, majd az ő leszármazottaié. 1554-ben két halastavat is létesítettek a falu területén. 1598-ban Lévai Cseh Ferenc, Hont vármegye alispánja a földesura. 1715-ben a községben malom, 2 kúria és 23 háztartás volt. A 19. században a Majláth család birtoka. Korabeli leírások szerint a falu lakossága a 19. század elejéig szlovák volt, a század közepére már vegyes magyar-szlovák lakosságú, a század végére csaknem teljesen magyar.
A 18. század végén Vályi András így ír róla: „Kis Kér, Kiar. Magyar falu Hont Várm. földes Ura Majlát Uraság, a’ kinek szép háza, kertye, és őseitől építtetett Temploma, ékesítik e’ helységet, lakosai katolikusok, és reformátusok, fekszik Szikintze mellett, Csanktól, Varsánytól, és Ladánytól 1/2 órányira, és Ladánynak filiája, szántó földgye 3 vetőre van osztva, mellyben a’ gabonának minden neme jól terem, halas tava nagy, és jó ízű pontyok vannak benne, malma van, erdeje nem sok, de szép, legelője elég, réttye sok is jó is, szőlő hgeye jó boraikat, gaobnájokat, és vagyonnyaikat a’ Bánya Városokon árúllyák el."
Fényes Elek geográfiai szótórában: „Kér (Kis-), Hont m. magyar-tót falu, Lévához délre 3/4 mfld: 100 kath., 161 evang., 82 ref. lak. Kastély. Gazdag határ. F. u. gr. Majláth."
Hont vármegye monográfiája szerint: „Kiskér, magyar kisközség, 75 házzal és 433 jobbára róm. kath. vallású lakossal; vasúti és táviró állomása Léva, postája Varsány. Már 1242-ben szerepel a neve, a följegyzésekben. Első urai a Simonyi család ősei voltak. Simon fia, Adorján comes 1290-ben négy ekényi gyerki földjeért cserébe kapta a kéri birtokot, a melyet 1294-ben a családjabeli Martonos fia Simon comes fiainak eladott. 1392-ben Leökös fiát, István mestert iktatták a birtokba. A XV. században Lévai Cseh Péter erdélyi vajda szerezte meg, kinek birtokában említik az 1428. és 1439. évi oklevelek is. E községtől vette nevét a Kéry-család, melynek egyik tagja, Gáspár, 1531-ben a török ellen megvédte Jajczát; a család másik tagja, Ferencz comes, 1599-ben Hont vármegye alispánja volt. Az újabb századokban Mailáth-család volt a falu ura és jelenleg gróf Mailáth Györgynek van itt nagyobb birtoka."
A trianoni békeszerződésig Hont vármegye Báti járásához tartozott. 1938 és 1945 között újra Magyarország része.

## Népessége
1880-ban 307 magyar és 37 szlovák anyanyelvű lakosa volt.
1890-ben 311 magyar és 35 szlovák anyanyelvű lakta.
1900-ban 362 magyar és 67 szlovák anyanyelvű lakosa volt.
1910-ben 353 magyar és 59 szlovák anyanyelvű lakta.
1921-ben 397 magyar és 33 csehszlovák lakta.
1930-ban 220 magyar és 181 csehszlovák lakosa volt.
1941-ben 406 magyar és 5 szlovák lakta.

## Nevezetességei
- Temploma 1777-ben épült rokokó-klasszicista stílusban.
- Kúriája a 19. század második felében épült, klasszicista stílusban.

## Külső hivatkozások
- Hontkiskér Szlovákia térképén[halott link]